# أليس دلال
أليس دلال (بالإنجليزية: Alice Dellal)‏ هي عارضة أزياء وموسيقية برازيلية بريطانية ولدت في يوم 29 يوليو 1987 في مدينة ريو دي جانيرو في البرازيل لأب بريطاني من أصل يهودي عراقي وأم برازيلية. والد أليس غوي دلال هو رجل أعمال وابن الملياردير البريطاني ذي الأصل اليهودي البغدادي جاك دلال. إنفصل والديها وهي بعمر ال7 سنوات وعاشت بعدها مع والدتها في البرازيل وبعد 5 سنوات عادت إلى إنجلترا بعد أن تزوج والداها مرة أخرى.
عملت أليس مع شركة نيكست، شقيقها أليكس دلال إتجه إلى الفنون والرسم، في حين أن شقيقتها شارلوت أولمبيا دلال عملت كمستشارة لمصممة الأزياء البريطانية شارلوت دلال، إبنتا عمتها لورين دلال هما الممثلتان المشهورتان جيميما كيركي و لولا كيركي.
في سنة 2008 أصبحت أليس وجه شركة مانجو للملابس. عرفت بعد بحلق نصف شعرها وبتحديده لتبدو مثل نجوم البنك روك. تم اختيارها من قبل مصمم الأزياء الألماني كارل لاجرفيلد لتكون الوجه الجديد لحملة الحقائب الرجالية لشانيل.
عملت أليس دلال كعازفة درامز لفرقة فتيات ثراس ميتال روك، حيث أسست فرقة مع صديقاتها من عارضات الأزياء من إيما تشيتي ولاورا فريزر كمغنية وقريبتها إيزابيلا رمزي كعازفة غيتار.

## روابط خارجية
- أليس دلال على موقع دليل عارضات الأزياء (الإنجليزية)